# Michałowo (powiat aleksandrowski)
Michałowo – wieś w Polsce, położona w województwie kujawsko-pomorskim, w powiecie aleksandrowskim, w gminie Zakrzewo.

## Podział administracyjny
W latach 1975–1998 miejscowość administracyjnie należała do województwa włocławskiego. Wieś sołecka – zobacz jednostki pomocnicze gminy Zakrzewo w BIP.

## Demografia
Jest siódmą co do wielkości miejscowością gminy Zakrzewo.
| 2009   | 2009    | 2009      | 2011   | 2011    | 2011      |
| ------ | ------- | --------- | ------ | ------- | --------- |
| ogółem | kobiety | mężczyźni | ogółem | kobiety | mężczyźni |
| 249    | 111     | 138       | 238    | 107     | 131       |